# توغچه اوزبوداک
توغچه اوزبوداک (انگلیسی: Tuğçe Özbudak؛ زادهٔ ۱۰ ژوئن ۱۹۸۲) بازیگر اهل ترکیه است. وی از سال ۲۰۰۶ میلادی تاکنون مشغول فعالیت بوده‌است.